# Afidas
En la mitología griega Afidante o Afidas (en griego Ἀφείδας) era un rey de Tegea, la capital de Arcadia. 
Según Pausanias el padre de Afidante, Árcade, dividió Arcadia en tres partes cuando sus hijos crecieron. Sus dos hermanos fueron Élato y Azán. Afidante recibió por suerte Tegea y el territorio limítrofe. Por él algunos poetas llaman “lote Afidanteo” a Tegea.
El nombre de la madre de Afidante varía mucho según las diferentes fuentes. Unos dicen que era una de las ninfas, a quienes refieren como Crisopelía o Erato, una de las dríades. En cambio otros dicen que fue una mujer arcadia, como Leanira, hija de Amiclas, o Meganira, hija de Crocón, que desciende de la estirpe de Licaón.
No se cita a su esposa, pero engendró al menos a Áleo y a Estenebea, a la que desposó Preto. Otros dicen que Leucone fue la hija de Afidante, y su sepulcro está no lejos de la ciudad de Tegea.
Pausanias nos da cuenta de las nueve tribus que convivían en el lote afidanteo de Tegea:

Los tegeatas dicen que en tiempo de Tegeates, hijo de Licaón, sólo el territorio recibió su nombre de él, pues los hombres vivían divididos en pueblos: gareatas, filacenses, cariatas y coritenses, y también potáquidas y eatas, mantirenses y equeuetenses. En el reinado de Afidante se añadió a ellos un noveno, los afidantes. Fundador de la ciudad actual Áleo.
Pausanias: "Descripción de Grecia" VIII 45, 1